# Choripán

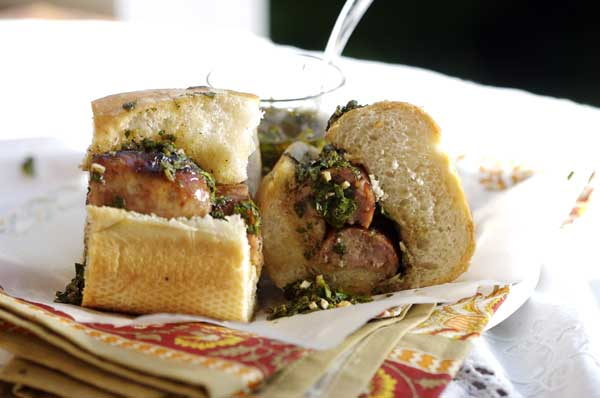
Um choripán

Choripán (do espanhol chorizo e pan), também chamado de chori, é um tipo de alimento que consiste em duas fatias de pão, entre as quais é colocada um chorizo (chouriço), geralmente temperado com chimichurri ou salsa criolla.
Os choripanes, originários da Argentina e Uruguai, países em que são muito populares, são habitualmente consumidos ao assados ou como uma refeição rápida.
Provavelmente por influência de seus vizinhos de língua espanhola, este lanche também é popular no estado do Rio Grande do Sul e é comumente chamado de "salchipão", palavra derivada da tradução para a língua portuguesa: salsichão e pão ("salsichão" é uma gíria gaúcha para a linguiça toscana).
Para preparar o salchipão, o salsichão é assado na churrasqueira e servido dentro de um cacetinho. Variações da receita incluem lambuzar o pão com manteiga ou com uma pasta feita com alho, e adicionar alface e tomate, dentre outros ingredientes.